# Лєшков Василь Миколайович
Василь Миколайович Лєшков (рос. Василий Николаевич Лешков; 2 (14) серпня 1810, с. Медведів, Стародубський повіт, Чернігівська губернія, Російська імперія — 2 лютого (21 січня) 1881, Москва, Російська імперія) — російський правознавець, історик, публіцист, громадсь кий діяч. Доктор права (1841), професор (1842).

## Біографія
Народився в родині церковного служителя. Від 1820 навчався в Чернігівському духовному училищі, з 1825 — у Чернігській духовній семінарії. 1829 закінчив семінарію і поступив до Гол. пед. ін-ту в Санкт-Петербурзі. 1835 закінчив ін-т зі срібною медаллю і невдовзі виїхав за кордон для поглиблення знань. Два роки навч. в Берлінському університеті, слухав там, зокрема, лекції Ф.-К. фон Савиньї з рим. права, Ф.-Л.-Г.Раумера і Л.Ранке — з всесвітньої історії, А.-В.Геффтера — з кримінального права, Е.Ганса — з міжнар. права. Потім поповнював знання в ун-тах Лейпцига (Німеччина), Праги (нині столиця Чехії) та Відня. У січні 1839 призначений ад'юнктом юрид. ф-ту Московського університету по кафедрі нар. права (з травня — секретар ф-ту). Водночас від 1840 (і до 1842) був секретарем Моск. цензурного к-ту. 1841 захистив дис. на ступінь д-ра народного (міжнародного) права «Про морський торговий нейтралітет» (невдовзі була опубл. під дещо зміненою назвою). З цього ж року брав участь у редагуванні зб. «Юридические записки» (4 томи — 1841–60 — видав П.Рєдкін). Від січня 1842 став екстраординарним професором юрид. ф-ту Моск. ун-ту, у квітні 1843 посів на тому ж ф-ті кафедру законів благоустрою і благочиння, читав там лекції спочатку як ординарний, а згодом (і до кінця свого життя) — як заслужений професор. 1847–50 знову служив у Моск. цензурному к-ті, зокрема під його цензурою був ж. «Москвитянин». Тричі (1863–66, 1867–72, 1877–80) обирався деканом юрид. ф-ту.
1858 оприлюднив монографію «Руський народ і держава: Історія руського суспільного права до XVIII століття». У ній детально висвітлив часи «Руської правди» і допетровський період рос. історії. Як традиційні риси рус. народу, що наскрізно проходять через усю його історію, розглядав общину, самоуправління і самодіяльність. Трактував общинність як здатність утворювати общини і жити общинним устроєм (вирішувати як загальні, так і деякі «приватні» справи членів общини всією общиною). Підкреслював подібність і навіть тотожність рус. общини з нім. маркою. Реформи рос. царя Петра І оцінював як такі, що через держ. регламентацію придушили попередній вільний розвиток сусп. та екон. життя населення.
Став засновником і першим (1865–80) головою Московського юридичного товариства. Був редактором (1866–67) «Юридической газеты», 1871–79 редагував «Юридический вестник» (офіц. видання Моск. юрид. т-ва). Ініціював скликання першого з'їзду російсських юристів у Москві 1875 та головував на ньому. Був обраний членом «Товариства шанувальників російської словесності», а також асоційованим членом (membre associé) Королів. т-ва пн. антикваріїв, дійсним членом Моск. т-ва історії та старожитностей російських і Київ. юрид. т-ва.
Протягом багатьох років обирався гласним до Моск. губернських земських зборів.
Опублікував понад 60 наукових праць, головним чином з міжнар. права, адм. («поліцейського», а за термінологією Л. «суспільного») права та історії д-ви і права. Одним з перших у юрид. науці Російської імперії звернувся до вживання у своїх дослідженнях категорій «справедливість» і «моральність». Кілька робіт присвятив історії поліції Моск. царства. Вивчав історію дипломатії, економіки, освіти. Відносно повний перелік праць Л. міститься в статті Б.Гласко у вид. «Русский биографический словарь». Закінчив службу в чині дійсного статського радника (мав цей чин з 1873), був удостоєний кількох орденів і спадкового дворянства.
Помер у м. Москва.